# Victor, New York
Victor är en ort i Ontario County i delstaten New York i USA.